# Raymond Mwanyika
Raymond Mwanyika (* 1930 in Uwemba; † 24. Oktober 2013) war ein tansanischer Geistlicher und römisch-katholischer Bischof von Njombe.

## Leben
Raymond Mwanyika empfing am 11. Oktober 1959 die Priesterweihe. 
Papst Paul VI. ernannte ihn am 16. Januar 1971 zum Bischof von Njombe. Der Erzbischof von Daressalam, Laurean Kardinal Rugambwa, spendete ihm am 25. April desselben Jahres die Bischofsweihe; Mitkonsekratoren waren Eberhard Spieß OSB, emeritierter Abtbischof der Territorialabtei Peramiho, und James Dominic Sangu, Bischof von Mbeya.
Am 8. Juni 2002 nahm Papst Johannes Paul II. sein aus gesundheitlichen Gründen vorgebrachtes Rücktrittsgesuch an.
Mwanyika war mit Polycarp Kardinal Pengo Leiter der Kommission für Finanzen und Organisation der Bischofskonferenz von Tansania. Er war Vertreter der Bischofskonferenz von Tansania in der Vereinigung der Bischofskonferenzen Ostafrikas (AMECEA).